# نبرد کانوگوچی
نبرد کانوگوچی (به ژاپنی: 加納口の戦い Kanōguchi no Tatakai) یکی از نبردها در طول دوره سنگوکو (قرن ۱۶) ژاپن بود.
این نبرد بخشی از رقابت طولانی میان اودا نوبوهیده و سایتو دوسان که از موقعیت خود در ولایت مینو دفاع می‌کرد به‌شمار می‌آید. آنها در این نبرد با یکدیگر در میدان جنگ در کانوگوچی جنگیدند. نوبوهیده که شهرتش بیشتر بخاطر فرزندش اودا نوبوناگا است، در این نبرد شکست خورد و پس از شکست نوبوهیده، نام دوسان در سراسر ژاپن پیچید.
دو خاندان پس از پیمان صلح جهت ازدواج اودا نوبوناگا و دختر سایتو دوسان به توافق رسیدند.